# Heizkraftwerk Chemnitz-Nord
Das Heizkraftwerk Chemnitz-Nord war ein im Norden der Stadt Chemnitz gelegenes braunkohlebefeuertes Heizkraftwerk mit einer installierten elektrischen Leistung von 150 MW. In den Medien wird das Kraftwerk oft als Heizkraftwerk Nord bezeichnet.

## Geschichte
Das Kraftwerk wurde unter der Bezeichnung Heizkraftwerk Nord I ab 1957 errichtet. Die Grundsteinlegung erfolgte am 30. April 1959. Der erste Kraftwerksblock ging am 1. Dezember 1961 ans Netz. Insgesamt wurden drei Maschinensätze mit einer Leistung von jeweils 25 MW installiert. Das Kraftwerk diente der Energieversorgung der Stadt Chemnitz und stellte Fernwärme für etwa 14.000 Haushalte zur Verfügung. Das Heizkraftwerk Nord I wurde am 4. April 1997 außer Betrieb genommen.
Im Zuge der Stadterweiterung, die ab 1974 durch die Errichtung des Großwohngebietes Fritz Heckert geprägt war, zeichnete sich ein weiter steigender Wärme- und Energiebedarf ab. Um diesen zu decken, erfolgte am 9. Oktober 1981 die Grundsteinlegung des Heizkraftwerkes Nord II, das am 5. Dezember 1986 erstmals Wärme in das Fernheiznetz der Stadt abgab. Bis 1990 wurden drei Blöcke mit einer Leistung von jeweils 160 MW zur Wärmeabgabe und jeweils 60 Megawatt elektrischer Leistung in Betrieb genommen. Ab 1988 war das Heizkraftwerk Nord einer von drei Prototypen für das Kalkstein-Additiv-Verfahren zur teilweisen Rauchgasentschwefelung. 1995 erfolgte die Installation einer Rauchgasentschwefelungsanlage. 2008/09 wurde eine 100 Megawatt Entnahme-Kondensationsturbine installiert, welche eine der herkömmlichen Gegendruckturbinen ersetzt. Zur Strom- und Wärmeerzeugung stehen insgesamt 3 Blöcke zur Verfügung. Die Blöcke B und C werden mit einheimischer Rohbraunkohle befeuert. Der Block A konnte bis zum Jahr 2016 wahlweise mit Erdgas oder leichtem Heizöl betrieben werden. Im Mai 2016 musste dieser Block nach einer Havarie dauerhaft außer Betrieb genommen werden.
Der Netzanschluss erfolgt über die Umspannwerke Chemnitz-Glösa und Chemnitz-Mitte auf der 110-kV-Hochspannungsebene in das Netz des Verteilnetzbetreibers inetz GmbH.
Das Kraftwerk wurde von der Eins Energie in Sachsen betrieben.
Am 18. Januar 2024 gegen 10:50 Uhr ist das Kraftwerk vom Betreiber abgeschaltet worden und ist seitdem stillgelegt. Das Kraftwerk war ursprünglich für 1 GW Heizleistung ausgelegt, aber nach der Wende wurden nur noch 400 MW benötigt. Die Länge der Leitungen für die Fernwärme in Chemnitz beträgt 280 km; damit ist das Netz eines der größten in Deutschland.
Das Heizkraftwerk hatte eine Gesamtfernwärmeleistung von 475 MW, die sich auf drei Blöcke aufteilte. Der mit Gas oder leichtem Heizöl befeuerte Block A hatte 170 MW, Block B mit Kohlestaubfeuerung 165 MW und Block C mit Kohlestaubfeuerung 140 MW.

## Schornstein
Von September 2020 bis zur Abschaltung am 18. Januar 2024 war der Schornstein der höchste in Betrieb befindliche in Deutschland.

Örtlich auch „Esse“, „Schorsch“, „Lulatsch“ oder auch „Buntstift“ genannt.
Im Zuge der Errichtung des Heizkraftwerks Nord II erfolgte 1978 die Baufeldfreimachung und es wurde 1979 begonnen, mittels Gleitschalung den neuen Kraftwerksschornstein zu errichten. Dieser wurde 1984 fertiggestellt. Er ist mit einer Höhe von 301,80 Metern stadtbildprägend und zudem das höchste Bauwerk in Sachsen und der letzte 300-m-Schornstein auf dem Gebiet der ehemaligen DDR. Die Höhe von mehr als 300 Metern war notwendig, um zunächst eine teure Rauchgasentschwefelungsanlage einzusparen, die erst 1995 nachgerüstet wurde. Der hohe Schornstein ist damit ein Zeichen für ein nicht vorhandenes ganzheitliches Umweltverständnis zur Erbauungszeit. Mit knapp einer Million Tonnen CO2-Ausstoß pro Jahr war das Kraftwerk größter Emittent des klimaschädlichen Gases in der Region.
2011 bis 2013 erfolgte eine Komplettsanierung des Schornsteins, nachdem ein erwogener, weitgehender Abbruch wesentlich teurer geworden wäre. Im Rahmen eines Kunstprojektes des französischen Malers Daniel Buren erhielt der sanierte Schornstein bis zum 8. Oktober 2013 einen aus sieben Farbabschnitten bestehenden bunten Anstrich.
| Farbe         | RAL-Farbe |  |
| ------------- | --------- |  |
| verkehrsgelb  | RAL 1023  |  |
| signalviolett | RAL 4008  |  |
| melonengelb   | RAL 1028  |  |
| himmelblau    | RAL 5015  |  |
| gelbgrün      | RAL 6018  |  |
| erdbeerrot    | RAL 3018  |  |
| aquamarin     |           |  |

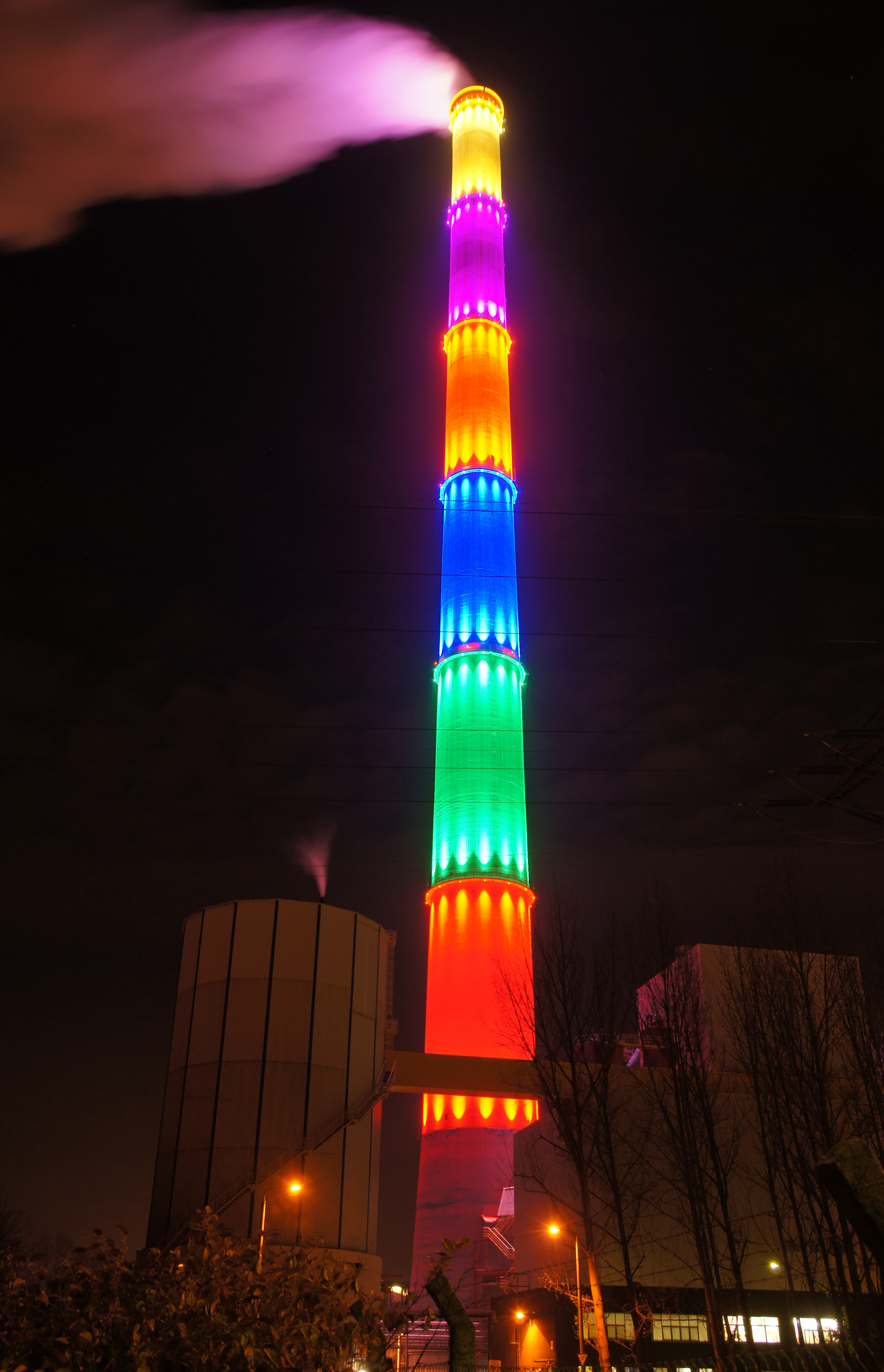
LED-Beleuchtung am Schornstein

Nach Aussage von Eins Energie in Sachsen ist der Schornstein jetzt schon das höchste Gesamtkunstwerk der Welt. Das Konzept sah ursprünglich auch die Anbringung einer Kette mit 1200 LED-Leuchten vor, die schraubenförmig um das Bauwerk gewunden werden sollte. Nur wenige Wochen nach Anbringung der Leuchten mussten diese im Oktober 2014 aufgrund technischer Probleme und dem Eindringen von Feuchtigkeit wieder demontiert werden. Im Oktober 2017 wurden die Arbeiten zur Anbringung der LED-Beleuchtung erneut aufgenommen und am 13. November 2017 die Beleuchtung in Betrieb genommen.
2017 wurde ein Modell des farbigen Schornsteins im  Miniaturenpark Klein-Erzgebirge im nahegelegenen Oederan aufgestellt. Im September 2021 wurde eine Hymne zu Ehren des Schornsteins des Sänger-Synonyms „SchlagaMike“ veröffentlicht. Kritisiert wurde am Kunstprojekt von Daniel Buren und dessen Vermarktung, dass die Aufmerksamkeit rund um die Farbgestaltung vom langjährigen Festhalten am fossilen Energieträger Braunkohle und deren hohen Kohlendioxid-Emissionen in Chemnitz abgelenkt hätte.
Im Herbst 2024 gab es Irritationen um den Denkmalschutz und einen möglichen Abriss des Schornsteins. Kurz vor Abschaltung des Kohlekraftwerks im Januar 2024 hatte Roland Warner, Vorsitzender der eins-Geschäftsführung, versichert, bis 2030 sei kein Schornsteinabriss vorgesehen.

## Weblinks

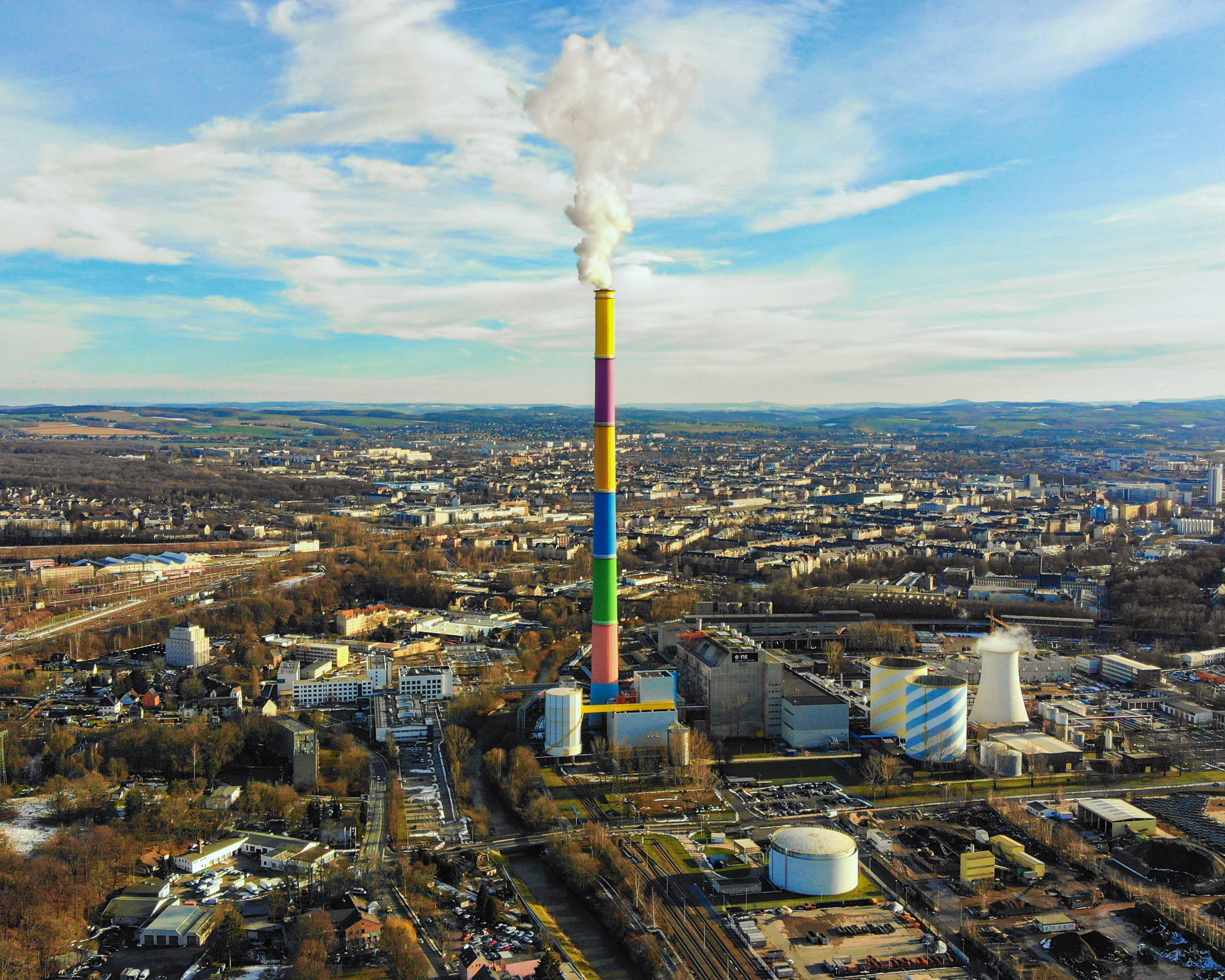
Der Lulatsch inmitten des Heizkraftwerkes Chemnitz Nord